# Rans S-19 Venterra
Rans S-19 Venterra — американський одномоторний легкий спортивний літак, який виробляється компанією «Rans Inc.» з 2008 року. Літак розрахований на середньостатистичний рівень досвіду та можливостей побудови літака в домашніх умовах.

## Опис

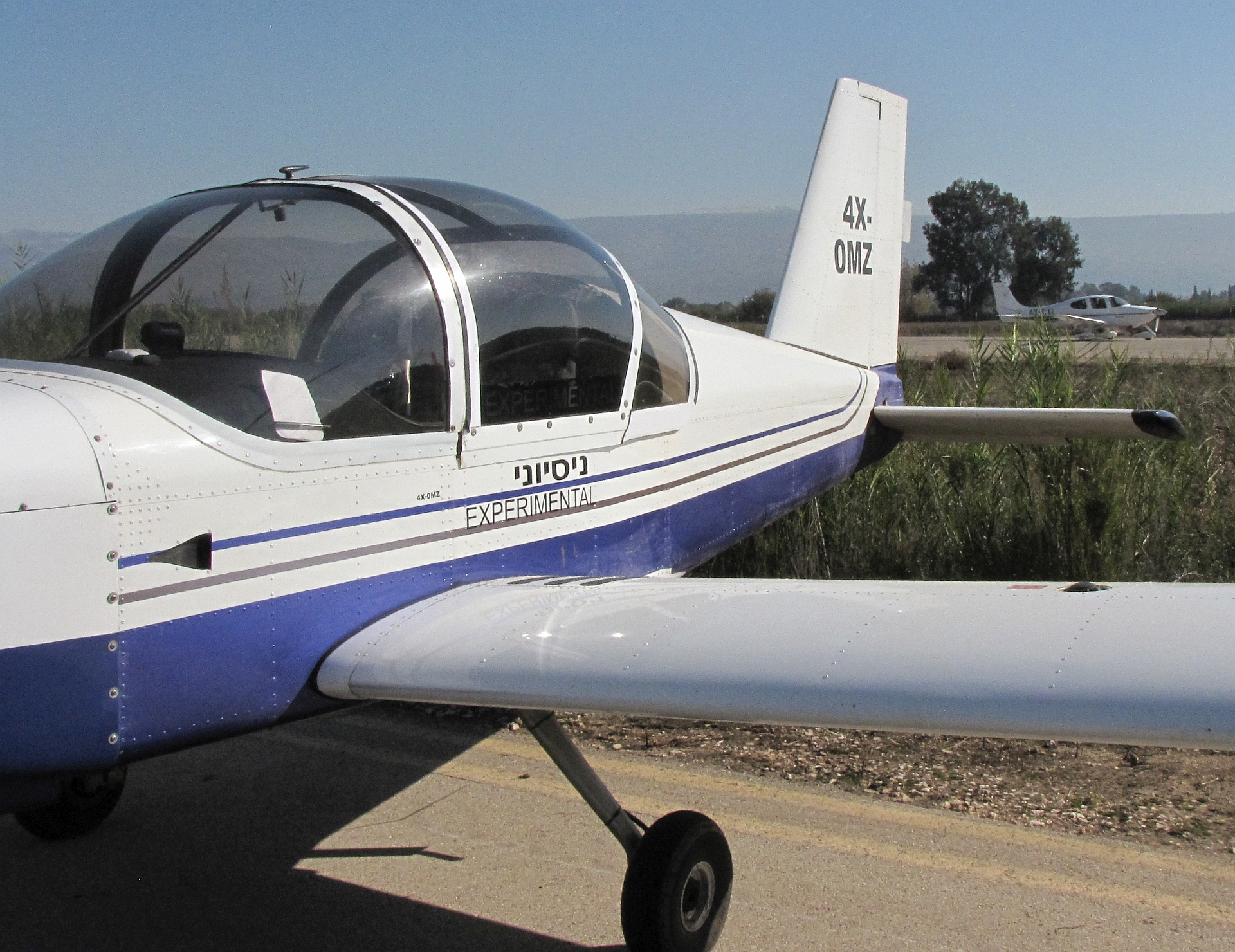

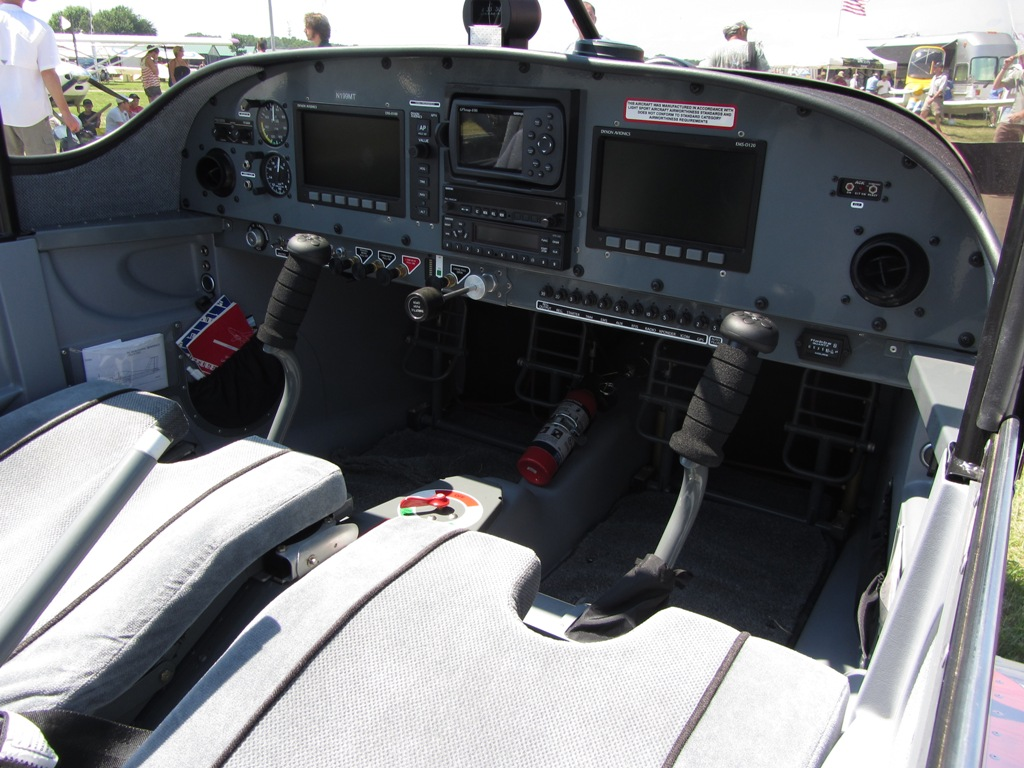
Кабіна

Розробка літального апарата «Rans S-19 Venterra» велася Ренді Шліттером з кінця 2004 року. Вперше у повітря літак моделі «Rans S-19 Venterra» піднявся в червні 2007 року. Але через деякі технічні недоробки, літак став серійно випускатися лише через півтора року. Літак став досить популярним, за період з 2008 по 2014 рік було продано 36 літальних апаратів цієї моделі. Станом на березень 2017 року в США зареєстровано 41 літак «Rans S-19 Venterra», також вони є у Великій Британії, Нідерландах й Ізраелі. 
Літак «Rans S-19 Venterra» використовується для виконання спортивних польотів, здійснення аеробатичних трюків та приватного повітряного судна, яке може виконувати перельоти на дистанціях до 935 кілометрів. Завдяки спареним органам управління, літак «Rans S-19 Venterra» може також використовуватися як навчально-тренувальний літак. Через конструктивні особливості літак не може використовуватись для транспортування вантажів. 

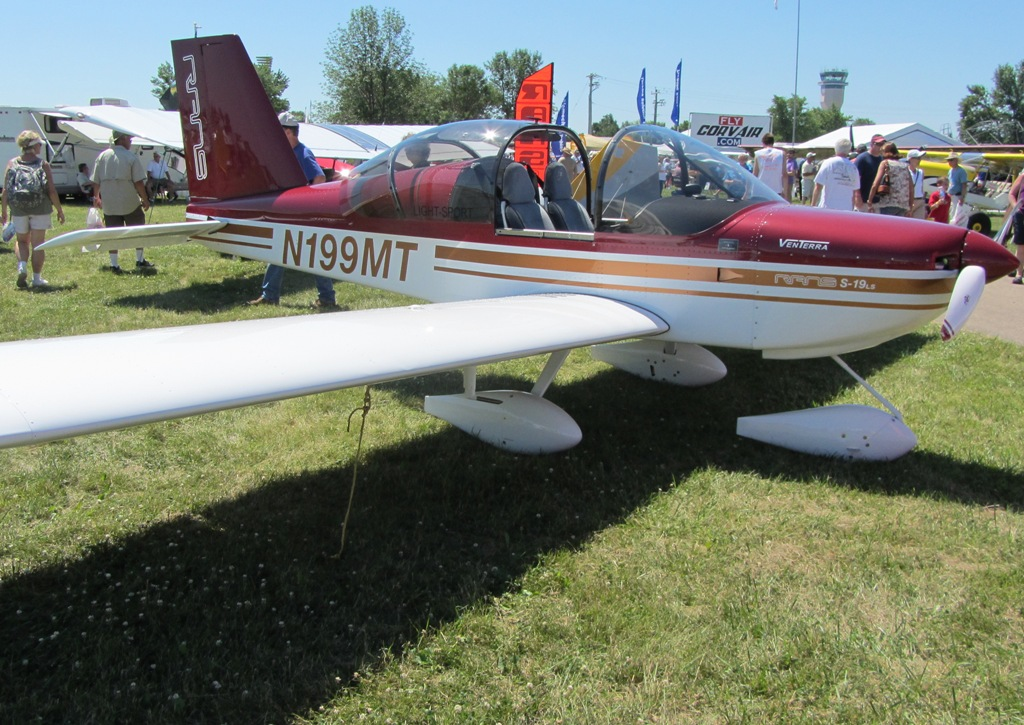

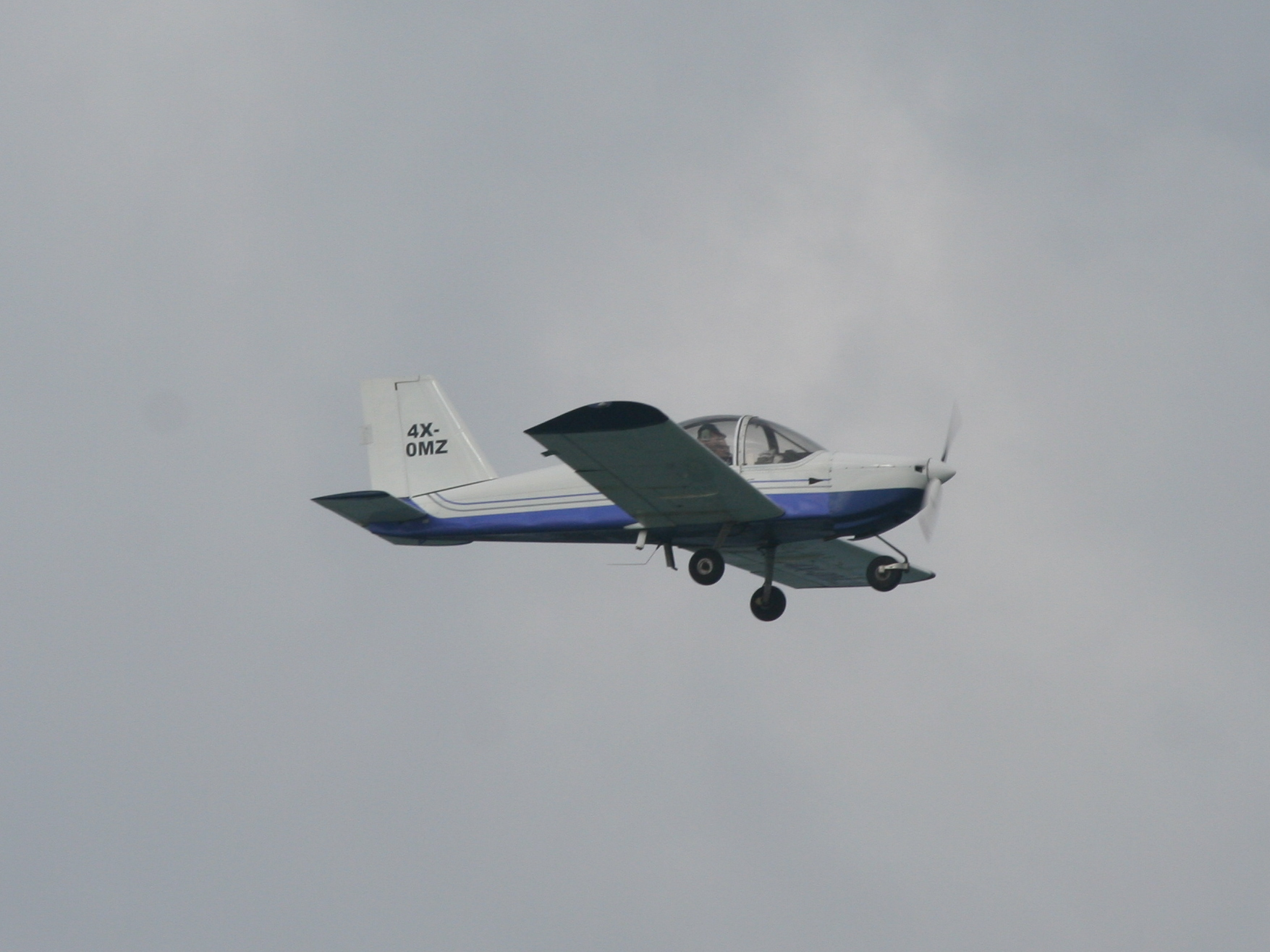

## Конструкція
Літак «Rans S-19 Venterra» є низькопланом з традиційною алюмінієвою конструкцією. Така конструкція є традиційною для звичайних літаків, але рідко застосовується в конструкціях легких, надлегких та дуже легких літаків. Крило «Rans S-19 Venterra» має постійну хорду, без звуження та зкручення. Горизонтальне оперення є прямокутне та суцільноповоротне. У центральній хвостовій частині на рояльної петлі навішені триммер. 
Кабіна літального апарата є компактною, шириною 1105 мм, з рядним розташуванням крісел, через що на борту літака може розміститися лише двоє осіб, пілот та пасажир. 
На літак «Rans S-19 Venterra» встановлюється поршневий авіадвигун потужністю 100 к.с. марки «Rotax 912 ULS», який забезпечуює літак можливість розганятися до крейсерської швидкості у 206 км\год. Літак обладнаний пластиковими паливними баками складної форми, об'ємом по 45,4 літрів, які вбудовані в міжлонжеронний простір крила.

## Модифікації
Літаки «Rans S-19 Venterra» випускаються у двох різних варіантах:
- «Rans S-19 Venterra» — базова версія літака, що випускається як набір комплектуючих для самостійного складання[2][4][6];
- «Rans S-19LS Venterra» — модифікований варіант літака випускається у зібраному стані, який є технічним аналогом версії «Rans S-19 Venterra», випускається головним чином для експорту[3][6][7].

## Літально-технічні характеристики
| Характеристика                                                   | Показник       |
| ---------------------------------------------------------------- | -------------- |
| Виробник                                                         | «Rans Inc.»    |
| Авіадвигун                                                       | «Rotax 912ULS» |
| Тип авіадвигуна                                                  | поршневий      |
| Потужність двигуна                                               | 100 к.с.       |
| Розмах крила                                                     | 8,52 м.        |
| Довжина літака                                                   | 6,06 м.        |
| Висота літака                                                    | 2,42 м.        |
| Площа крила                                                      | 11,80 м2       |
| Вага порожнього літака                                           | 372 кг.        |
| Корисне навантаження                                             | 227 кг.        |
| Максимальна злітна вага                                          | 599 кг.        |
| Крейсерська швидкість                                            | 206 км\год.    |
| Максимальна швидкість горизонтального польоту                    | 250 км\год.    |
| Максимальна дальність польоту                                    | 935 км.        |
| Максимальна висота польоту                                       | 4420 м.;       |
| Максимально допустима швидкість                                  | 450 км/год     |
| Дальність польоту                                                | 935 км         |
| Максимальна швидкопідйомність                                    | 4,6 м/с        |
| Практична висота польоту                                         | 4,400 м        |
| Мінімальна стабільна швидкість польоту в конкретній конфігурації | 150 км/год     |
| Навантаження на крило                                            | 51 кг/м²       |
| Екіпаж                                                           | 1 пілот        |
| Пасажиромісткість                                                | 1 особа        |